# 中国兵器博览馆
中国兵器博览馆位于上海市青浦区沪青平公路6888号，位于东方绿舟的航母模型内，是中国规模较大的军事类博物馆，展示了兵器的种类和历史发展。

## 历史
2011年10月25日建成开馆，博览馆的布展面积1.2万平方米，分为序厅、重型兵器陈列展示厅、轻型兵器陈列体验厅、历代兵器发展博览厅，有展品40组共3500件。

## 参观信息
- 开放时间：8:00-17:00。
- 公共交通：旅游四号线、沪朱线、沪商线、沪青线。